# Keritty
Keritty är en sjö i Finland. Den ligger i kommunen Loppis i landskapet Egentliga Tavastland, i den södra delen av landet, 70 km nordväst om huvudstaden Helsingfors. Keritty ligger 121,3 meter över havet. Arean är 5,45 kvadratkilometer och strandlinjen är 36,7 kilometer lång. Sjön  ingår i Karisåns huvudavrinningsområde.   I omgivningarna runt Keritty växer i huvudsak blandskog.
I övrigt finns följande i Keritty:
- Karhunsaari (en ö)
- Koivuniemensaari (en ö)